# Kugelgelenk-Puppe

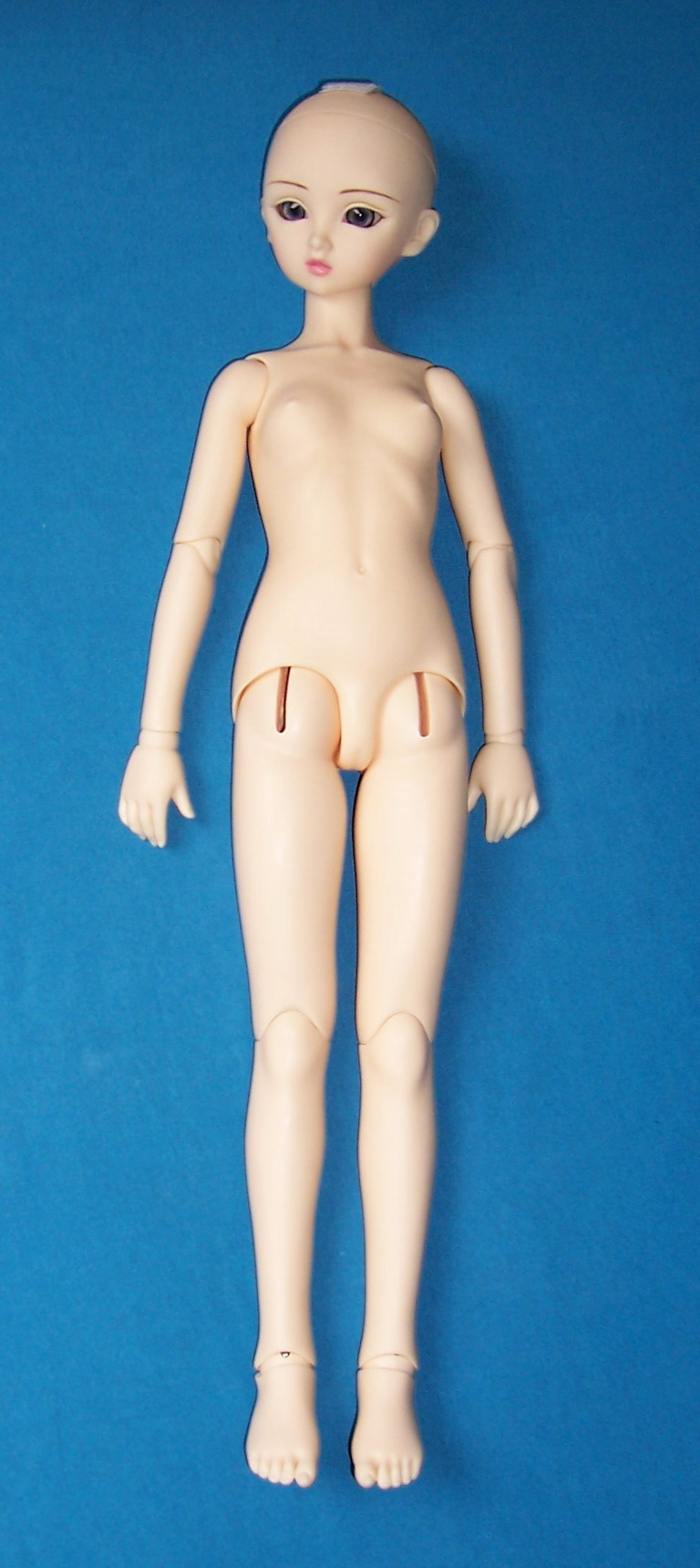
Eine Super Dollfie der Firma Volks

Eine Kugelgelenk-Puppe (Englisch: Ball Jointed Doll oder BJD) ist eine Art von Puppe, welche mit Hilfe von Kugelgelenken und einem auf Spannung basierendem System posiert werden können. Moderne Ball Jointed Dolls richten sich primär an Künstler und erwachsene Sammler und sind kein Spielzeug für Kinder.

## Geschichte
Puppen mit beweglichen Einzelteilen und Gelenken gab es bereits in der Vergangenheit, heutzutage bezieht sich der Begriff aber auf eine spezifische Art von Puppe.
Die ersten modernen Ball Jointed Dolls wurden von der japanischen Firma Volks im Jahre 1999 hergestellt, welche vorher primär Bausätze und Materialien für den Modellbau vertrieben haben. Ihre erste eigene Reihe von BJDs, die sog. Super Dollfies, sollten vor allem weibliche Kunden für das Hobby interessieren und so den eigenen Markt erweitern. Ball Jointed Dolls werden daher bis heute primär blank verkauft, und von ihren Besitzern selber bemalt, angekleidet und anderweitig modifiziert. Daneben gibt es aber auch durchaus Angebote für den klassischen Sammler, welcher es bevorzugt eine bereits komplett fertige Puppe zu kaufen. Diese sog. „Full-Sets“ werden bereits bemalt und mit Kleidung, Augen und Haaren verkauft.
Mittlerweile werden BJDs nicht nur von Volks hergestellt. Die meisten BJDs werden heutzutage von kleinen Studios und Künstlern modelliert, hergestellt und vertrieben. Der Großteil stammt dabei aus Südkorea, China und Japan. Vereinzelt gibt es aber auch in anderen Ländern Künstler, wie z. B. in Frankreich und Russland, welche ihre eigenen Puppen vertreiben. Die Auflagen, in welchen BJDs produziert werden, sind oftmals sehr klein, vor allem im Vergleich zu sog. „Playline Dolls“ wie Barbie oder auch Blythe. BJDs werden komplett in Handarbeit hergestellt, und sind daher im Durchschnitt teurer als reguläre Puppen. Sie richten sich daher vor allem an erwachsene Sammler und Künstler.

## Beschaffenheit
BJDs werden primär aus Resin oder Kunstharz hergestellt, vereinzelt gibt es auch welche aus Porzellan. Nachdem ein sog. „Master“ modelliert wurde, werden Gussformen der einzelnen Teile mit Silikon gemacht. Diese Gussformen werden dann genutzt, um Kopien des Originals (sog. Resin Casting) zu produzieren. Mittlerweile werden BJDs auch oft digital modelliert und der Master per 3D-Druck hergestellt bzw. verkaufen manche Künstler auch direkt 3D Drucke ihrer Kreationen. Dies erlaubt es Künstlern u. a. das gleiche Modell in verschiedenen Größen anzubieten.
Die einzelnen Teile einer BJD werden zusammengehalten durch elastische Bänder (Englisch: strings) und Haken (Englisch: s-hooks), welche sich am Ende der Gliedmaßen und des Halses befinden. Das System funktioniert ähnlich einer Kette, an welcher die einzelnen Teile aufgefädelt wurden. Durch die Spannung des elastischen Bandes behält die Puppe ihre Form und ist in der Lage, verschiedene Posen einzunehmen.
Das Gesicht einer BJD wird per Hand bemalt und mit Klarlack fixiert. Im Gegensatz zu Porzellanpuppen, wo die Bemalung eingebrannt wird, können BJDs also nach Belieben gesäubert und wieder neu bemalt werden. Augen, Perücken und Kleidung sind bei BJDs ebenfalls frei austauschbar.
BJDs gibt es mittlerweile in allen möglichen Größen und Formen. Neben Menschen gibt es auch humanoide Mischwesen (Zentauren, Meerjungfrauen, Satyre etc.), Monster und Tiere.

## Community
Ball Jointed Doll Sammler tauschen sich vor allem online über das Hobby aus. Neben eigenen Foren, wie das "Den of Angels", finden sich Sammler auf allen gängigen Sozialen Medien. Vereinzelt treffen sich Sammler auch auf Conventions oder halten private Treffen ab, um z. B. Fotos zusammen zu machen oder einfach das Hobby zu diskutieren.
BJDs werden oft als Basis für andere, eigene kreative Werke genutzt. Fotografie ist z. B. ein weit verbreitetes Hobby unter BJD Sammlern. Für viele stellen BJDs die physische Repräsentation eines fiktiven Charakters dar, ähnlich einer Actionfigur für z. B. einen Film. Das kann ein Charakter aus einer selbst geschriebenen Geschichte sein, oder aber der eigene LARP oder Rollenspiel Charakter. Diese physische Repräsentation wird dann z. B. in Fotos genutzt, um eine Geschichte zu erzählen.
Es gibt eine große Vielfalt an Künstlern, die sich rein auf das Customizing von BJDs spezialisiert haben. Diese stellen Kleidung, Augen und Perücken für BJDs her, oder bieten an für andere Sammler die Gesichter zu bemalen.

## Fälschungen
Im Laufe der Jahre sind Fälschungen (sog. Recasts) mehr und mehr in den Umlauf gekommen. Diese werden in China produziert und aggressiv auf Verkaufsplattformen wie Ebay, AliExpress und Etsy vertrieben. BJDs werden meist direkt von Künstlern über ihre eigenen Websites oder Accounts in den Sozialen Medien verkauft, nicht immer sind diese Websites auch auf Englisch oder in der eigenen Sprache. Das Verkaufen der Fälschungen auf bekannten, internationalen Plattformen ermöglicht es daher Fälschern, leicht unwissende Kunden anzulocken. Oftmals werden die Fotos der Künstler und Sammler benutzt, um die Fälschung anzupreisen. Nicht immer wird dabei zugegeben, dass es sich um eine Fälschung handelt. Vereinzelt werden auch Verpackungen, Zertifikate und andere Teile gefälscht.
Die Fälschungen werden auf die gleiche Art hergestellt, wie die originalen Kopien. Es werden Silikon-Gussformen auf Basis einer originalen Kopie gemacht und dann erneut Kopien hergestellt. Weil diese Fälschungen aber bereits eine Kopie einer Kopie darstellen, sind sie oftmals kleiner oder haben weniger Detailtiefe.
Da die Fälscher selbst keine Zeit oder Geld in das Modellieren, Konzeptionieren, Fotografieren etc. der Puppe investieren mussten, sind sie in der Lage ihre Fälschungen weitaus günstiger anzubieten. Während Künstler und Studios oftmals nur aus wenigen Personen bestehen, werden Fälschungen mittlerweile in eigenen Fabriken hergestellt. All das macht es schwerer für die eigentlichen Künstler ihre Werke zu verkaufen, da sie nicht die finanziellen Mittel und Möglichkeiten besitzen gegen Fälscher anzukommen.
Innerhalb der BJD Community sind Fälschungen zum Großteil nicht angesehen. Viele Communities erlauben es nicht, Fälschungen öffentlich zu zeigen oder anzupreisen. Es wird viel Aufklärungsarbeit geleistet um Neueinsteigern dabei zu helfen, Fälschungen zu erkennen und zu vermeiden. Viele Künstler und Studios sprechen sich über die Gefahr von Fälschungen für das Fortbestehen des Hobbys aus. Da viele Sammler selber Künstler sind, besteht große Interesse darin andere Künstler zu unterstützen.